# Albert Martin
Albert Martin (Greenock, 21 de setembro de 1876 — 9 de dezembro de 1949) foi um velejador britânico, campeão olímpico. Ele competiu nos Jogos Olímpicos de Verão de 1908 na classe 12 Metre e conquistou a medalha de ouro na disputa a bordo do Hera com Thomas Glen-Coats, John Downes, John Aspin, John Buchanan, James Clark Bunten, Arthur Downes, David Dunlop, John Mackenzie e Gerald Tait.